# Puerto Plata
Puerto Plata (oficiálním názvem San Felipe de Puerto Plata) je přímořské město v Dominikánské republice, hlavní město provincie Puerto Plata a největší město severního pobřeží Dominikánské republiky. Bylo založeno již v roce 1496 (tedy pouhé 4 roky po objevení tohoto ostrova Kryštofem Kolumbem). Leží na úpatí hory Pico Isabel de Torres. V roce 2009 mělo město 153 791 obyvatel. Jeho ekonomika je postavena především na turistice. Od 90. let je navštěvována zejména díky svým pěkným plážím.
Puerto Plata nabízí řadu dochovaných památek včetně španělské pevnosti Fuerte de San Felipe.
Ve městě Puerto Plata tragicky zemřel v roce 1998 rakouský zpěvák Falco.
Puerto Plata je oblíbená mezi českými turisty, a to zejména díky české komunitě.